# 东港区站
东港区站位于中華人民共和国广东省深圳市盐田区盐田街道。
车站设置到发场及装卸场：到发场设4条到发线、2条安全线、1条机待线；装卸场设2束4线集装箱装卸线，预留1束2线，远期结合港口填海规划预留延长至整列有效长的条件。